# Croton elaeagnoides
Pour Croton elaeagnoides, S.Watson, 1891, voir Croton watsonii.
Espèce
Croton elaeagnoides est une espèce de plantes à fleurs du genre Croton et de la famille des Euphorbiaceae, présente sur l'île de Socotra (Haghier) au Yémen.